# Lactuca virosa

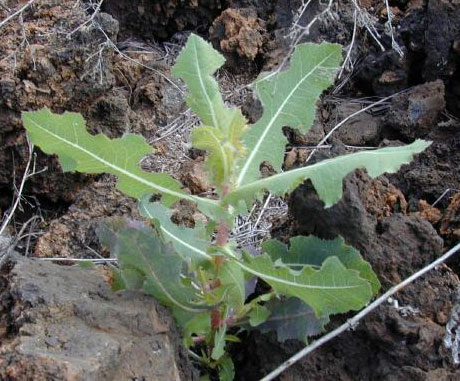
Lactuca serriola, similar a L. virosa.

Lactuca virosa L. é uma espécie de alface silvestre com propriedades psicoactivas.